# Alicia Silverstone
Alicia Silverstone (n. 4 octombrie 1976, California, SUA) este o actriță, producătoare, autoare și activistă americană. Ea și-a făcut debutul cinematografic în anul 1993, în filmul The Crush, câștigând premiul MTV Movie Award for Best Breakthrough Performance în 1994. Ea a devenit rapid un idol al adolescenților după ce a apărut în trei videoclipuri consecutive ale formației Aerosmith. În 1995 Alicia joacă în filmul Clueless, care i-a adus n contract profitabil cu Columbia, iar în 1997 joacă în filmul de mare buget Batman & Robin, portretizând-o pe Batgirl.

## Filmografie

### Film
| An   | Titlu                            | Rol                     | Note                                 |
| ---- | -------------------------------- | ----------------------- | ------------------------------------ |
| 1993 | The Crush                        | Darian/Adrian Forrester |                                      |
| 1995 | Le Nouveau monde                 | Trudy Wadd              |                                      |
| 1995 | Hideaway                         | Regina Harrison         |                                      |
| 1995 | Clueless                         | Cher Horowitz           | Rolul principal                      |
| 1995 | The Babysitter                   | Jennifer                | Direct-to-video                      |
| 1996 | True Crime                       | Mary Giordano           | Direct-to-video                      |
| 1997 | Batman & Robin                   | Batgirl/Barbara Wilson  |                                      |
| 1997 | Excess Baggage                   | Emily Hope              | De asemenea și producător necreditat |
| 1999 | Blast from the Past              | Eve Vrustikoff          |                                      |
| 2000 | Love's Labour's Lost             | Princeța Franței        |                                      |
| 2002 | Global Heresy                    | Natalie "Nat" Bevin     |                                      |
| 2003 | Scorched                         | Sheila Rio              |                                      |
| 2004 | Scooby-Doo 2: Monsters Unleashed | Heather Jasper-Howe     |                                      |
| 2005 | Beauty Shop                      | Lynn                    |                                      |
| 2005 | Silence Becomes You              | Violet                  | Direct-to-video                      |
| 2006 | Stormbreaker                     | Jack Starbright         |                                      |
| 2008 | Tropic Thunder                   | Ea însăși               | Cameo                                |
| 2009 | My Mother's Red Hat              |                         | Video scurt                          |
| 2011 | The Art of Getting By            | Ms. Herman              |                                      |
| 2011 | Butter                           | Jill Emmet              |                                      |
| 2012 | Vamps                            | Goody                   |                                      |
| 2013 | Ass Backwards                    | Laurel                  |                                      |
| 2013 | Gods Behaving Badly              | Kate                    |                                      |
| 2014 | Angels in Stardust               | Tammy                   |                                      |

### Televiziune
| An      | Titlu                     | Rol                  | Note                                                      |
| ------- | ------------------------- | -------------------- | --------------------------------------------------------- |
| 1992    | The Wonder Years          | Jessica Thomas       | Episodul: "Road Test"                                     |
| 1993    | Torch Song                | Delphine             | Film                                                      |
| 1993    | Scattered Dreams          | Phyllis Messenger    | Film                                                      |
| 1994    | Cool and the Crazy        | Roslyn               | Film                                                      |
| 1994    | Rebel Highway             | Roslyn               | Episodul: "Cool and the Crazy"                            |
| 1998    | Wildlife Vet              | Ea însăși            | Documentar                                                |
| 2000–01 | Baby Felix & Friends      | Esmeralda (voice)    |                                                           |
| 2001–05 | Zâmbetul lui Sharon       | Sharon Spitz (voice) | Rolul principal (sezoanele 1–3); plus producător executiv |
| 2003    | Miss Match                | Kate Fox             | Rolul principal                                           |
| 2005    | Queen B                   | Beatrice "Bea"       | Unsold Fox pilot; also co-executive producer              |
| 2006    | Candles on Bay Street     | Dee Dee Michaud      | Film                                                      |
| 2006    | Pink Collar               | Hayden Flynn         | Unsold ABC pilot                                          |
| 2007    | The Singles Table         | Georgia              | Unsold NBC pilot                                          |
| 2008    | The Bad Mother's Handbook | Karen                | Unsold ABC pilot                                          |
| 2011    | Childrens Hospital        | Kelly                | Episodul: "Munch by Proxy"                                |
| 2012    | Suburgatory               | Eden                 | 4 episoade                                                |
| 2013    | HR                        | Ellen                | Unaired Lifetime pilot movie                              |

## Alte apariții
| An   | Titlu                            | Rol         | Artist       |
| ---- | -------------------------------- | ----------- | ------------ |
| 1993 | "Cryin'"                         | Girl        | Aerosmith    |
| 1993 | "Amazing"                        | Girl        | Aerosmith    |
| 1994 | "Crazy"                          | Girl #1     | Aerosmith    |
| 2009 | "Her Diamonds"                   | Frozen girl | Rob Thomas   |
| 2011 | "Fight for Your Right Revisited" | Café patron | Beastie Boys |

| An      | Titlu             | Rol             | Regizor         | Scenarist        |
| ------- | ----------------- | --------------- | --------------- | ---------------- |
| 1993    | Carol's Eve       | Debbie          | Valerie Mayhew  | Pauline Lepor    |
| 2002    | The Graduate      | Elaine Robinson | Terry Johnson   | Terry Johnson    |
| 2006    | Boston Marriage   | Catherine       | Karen Kohlhaas  | David Mamet      |
| 2007    | Speed-the-Plow    | Karen           | Randall Arney   | David Mamet      |
| 2009–10 | Time Stands Still | Mandy           | Daniel Sullivan | Donald Marguiles |
| 2012    | The Performers    | Sara            | Evan Cabnet     | David West Read  |

## Premii și nominalizări[5][6]
| An   | Premiu                          | Categorie                                                                | Titlul lucrării | Rezultat     |
| ---- | ------------------------------- | ------------------------------------------------------------------------ | --------------- | ------------ |
| 1994 | MTV Movie Awards                | Best Villain                                                             | The Crush       | Câștigat     |
| 1994 | MTV Movie Awards                | Best Breakthrough Performance                                            | The Crush       | Câștigat     |
| 1994 | MTV Movie Awards                | Most Desirable Female                                                    | The Crush       | Nominalizare |
| 1994 | Young Artist Awards             | Best Young Leading Actress, Drama                                        | The Crush       | Nominalizare |
| 1996 | American Comedy Awards          | Funniest Actress in a Motion Picture                                     | Clueless        | Câștigat     |
| 1996 | Blockbuster Entertainment Award | Best Female Newcomer                                                     | Clueless        | Câștigat     |
| 1996 | Kids' Choice Awards             | Favorite Movie Actress                                                   | Clueless        | Nominalizare |
| 1996 | MTV Movie Awards                | Best Female Performance                                                  | Clueless        | Câștigat     |
| 1996 | MTV Movie Awards                | Most Desirable Female                                                    | Clueless        | Câștigat     |
| 1996 | MTV Movie Awards                | Best Comedic Performance                                                 | Clueless        | Nominalizare |
| 1996 | National Board of Review        | Best Breakthrough Performer                                              | Clueless        | Câștigat     |
| 1996 | Young Artist Awards             | Best Young Leading Actress, Feature Film                                 | Clueless        | Nominalizare |
| 1998 | Blockbuster Entertainment Award | Favorite Supporting Actress, Sci-Fi                                      | Batman & Robin  | Nominalizare |
| 1998 | Golden Raspberry Awards         | Worst Supporting Actress                                                 | Batman & Robin  | Câștigat     |
| 1998 | Kids' Choice Awards             | Favorite Movie Actress                                                   | Batman & Robin  | Câștigat     |
| 2002 | Daytime Emmy Awards             | Outstanding Performer In An Animated Program                             | Braceface       | Nominalizare |
| 2004 | Genesis Awards                  | Children's TV Series                                                     | Braceface       | Nominalizare |
| 2004 | Golden Globe Awards             | Best Performance by an Actress in a Television Series, Musical or Comedy | Miss Match      | Nominalizare |
| 2004 | Satellite Awards                | Best Actress, Musical or Comedy Series                                   | Miss Match      | Nominalizare |